# Андроид: Нетранер
Андроид: Нетранер (енгл. Android: Netrunner) је карташка игра. У питању је игра за 2 играча која је смештена у сајберпанк будућност Андроид универзума. Свака игра је битка између мега корпорације и бунтовника хакера ("ранер") у борби за скупоценим информацијама.

## Игра
Игра укључује два играча, један игра "ранера", а други игра корпорацију. Циљ Ранера је да добије 7 или више поена од хаковања у корпорацијске рачунарске мреже. Циљ корпорације јесте да добије 7 или више поена унапређивањем и постизањем својих планова, такозваних Агенди. Алтернативна победа ранера је да корпорација нема да вуче нову картицу из свог шпила, док је алтернативна победа корпорације да натера ранера да одбаци више карата из руке него што их поседује.

## Награде
Андроид:. Нетранер је освојио награду за најбољу карташку игру за 2012, и за најбољу игру за два играча за 2012, на сајту "залуђеници за друштвене игре" (BoardGameGeek)